# Aeroporto de Conceição
O Aeroporto de Conceição (IATA: ***, ICAO: SIBW) é um aeroporto localizado na cidade de Conceição, no estado da Paraíba. Situado a 402 quilômetros da capital João Pessoa.
A pista deste aeroporto está com problemas estruturais há algum tempo e não recebe nenhum tipo de voo. Sua pista encontra-se deteriorada. Não há nenhuma empresa operando voos comerciais regulares neste aeroporto.